# Port lotniczy Bird Island
Port lotniczy Bird Island (IATA: BDI, ICAO: FSSB) – port lotniczy położony na wyspie Bird Island (Seszele). 
Lotnisko obsługuje czarterowe połączenia lotnicze z Mahé dla gości ośrodka wypoczynkowego Bird Island Lodge, położonego na wyspie.

## Linie lotnicze i połączenia
| Linia Lotnicza | Kierunek          |
| -------------- | ----------------- |
| Air Seychelles | Czartery: 1. Mahé |